# Michael Kausch
Michael Kausch (n. 18 august 1877, Modoș, Banatul Central, Sečanj Municipality⁠(d), Banatul Central, Serbia – d. 18 decembrie 1942, Timișoara, România) a fost un politician șvab bănățean, secretar de stat în guvernul Mihály Károlyi, deputat în Parlamentul României, profesor de germană la Liceul Banatia din Timișoara.
După 1919 a fost președintele Partidului Popular al Șvabilor Germani. Ulterior a fost ales deputat pe listele PNL.
În anul 1939, în contextul dictaturii carliste, s-a retras din politică.